# گیلاوند (لرستان)
گیلاوند، روستایی از توابع بخش سکوند  شهرستان خرم‌آباد در استان لرستان ایران است. مردم منطقه از طایفه عین الوند ایل سکوند هستند.

## جمعیت
این روستا در دهستان ازنا قرار دارد و بر اساس سرشماری مرکز آمار ایران در سال ۱۳۸۵، جمعیت آن ۳۰۵ نفر (۵۴خانوار) بوده‌است.